# Mercury Montego (1967)
Mercury Montego – samochód osobowy klasy wyższej, a następnie klasy pełnowymiarowej produkowany pod amerykańską marką Mercury w latach 1967 – 1976.

## Pierwsza generacja

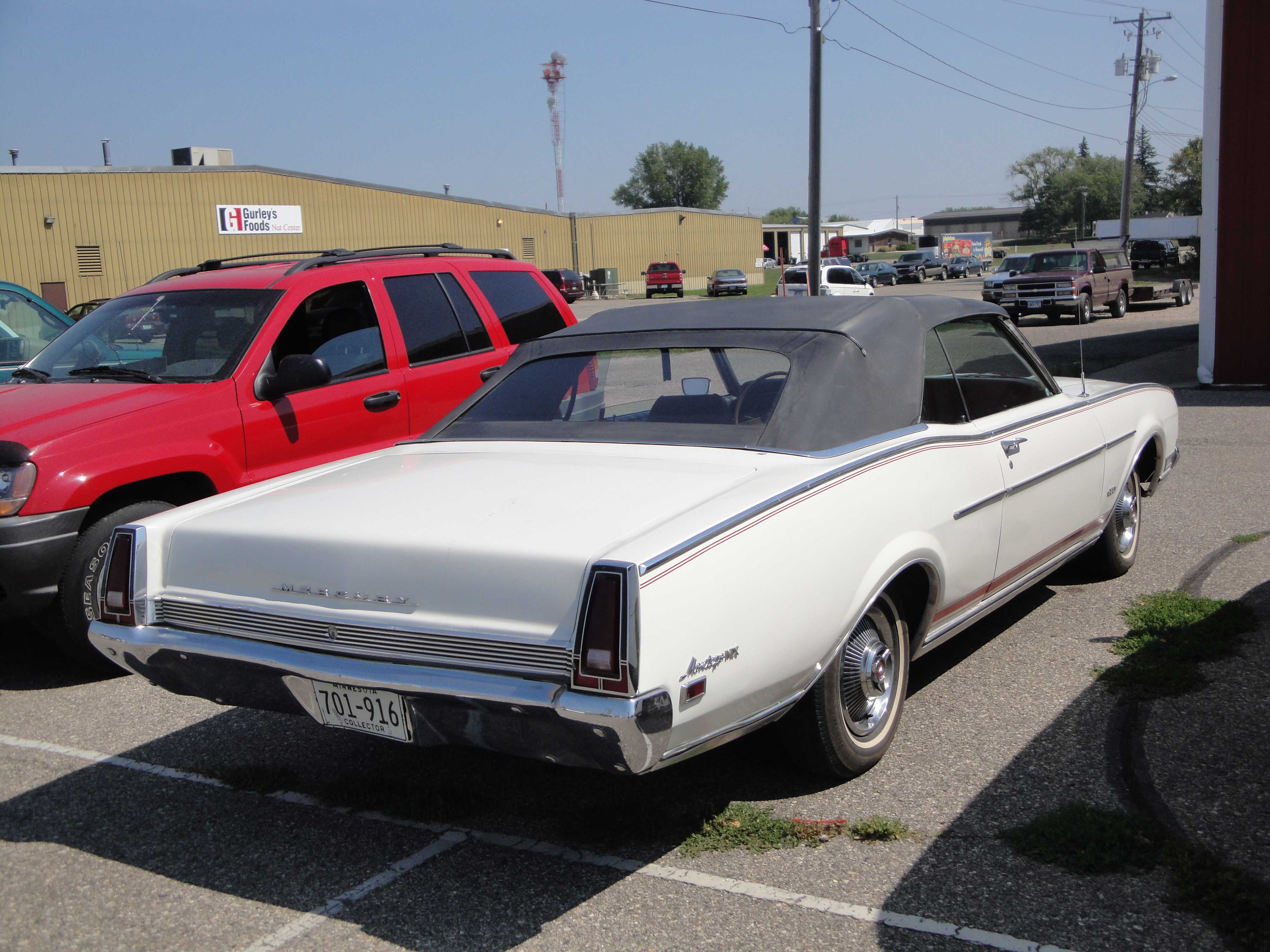
Mercury Montego I

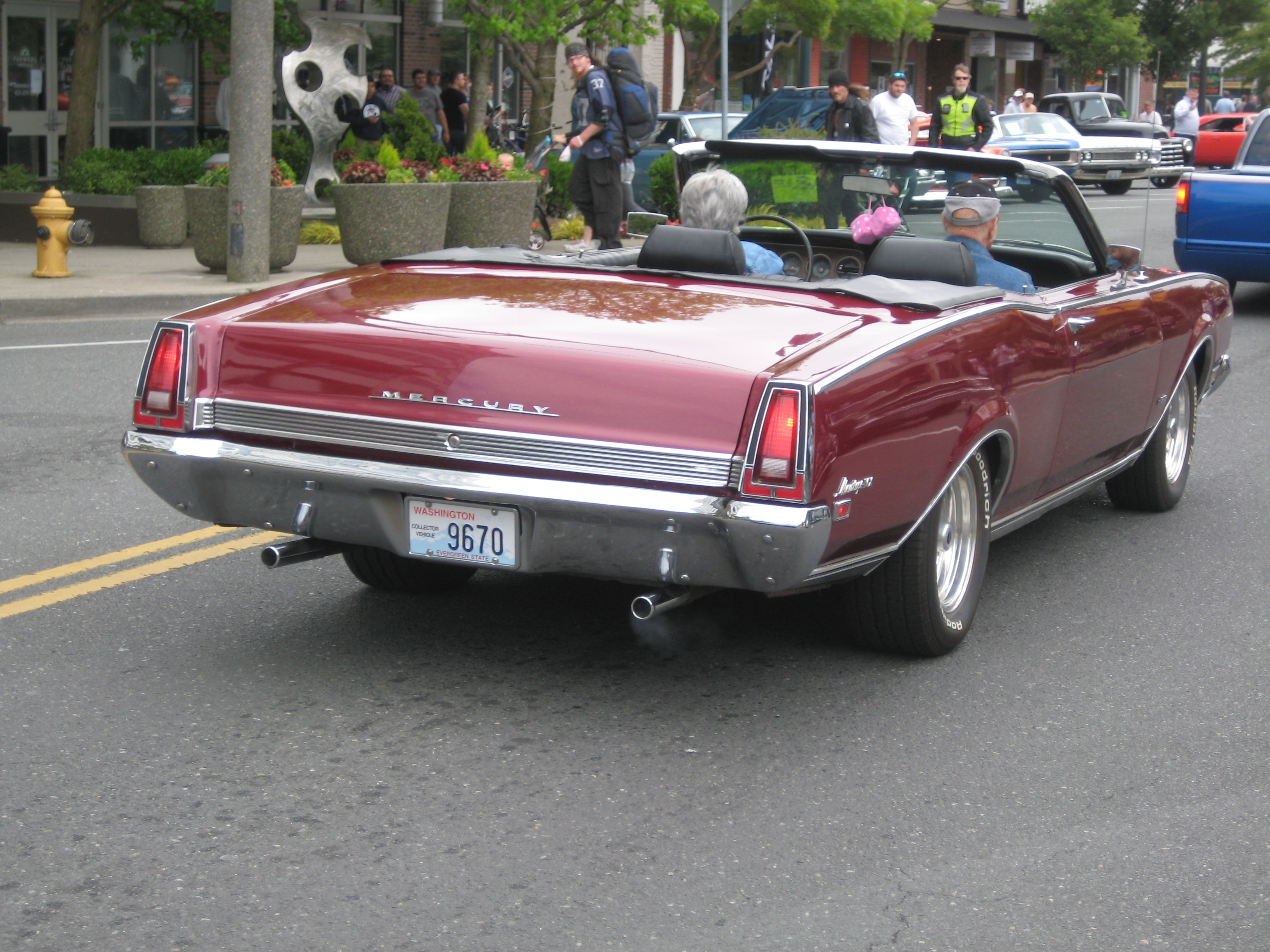
Mercury Montego Kabriolet

Mercury Montego I został zaprezentowany po raz pierwszy w 1967 roku.
W drugiej połowie lat 60. XX wieku Mercury przedstawiło nowy model Montego, który uzupełnił ofertę marki jako mniejsza i tańsza alternatywa dla takich pełnowymiarowych modeli, jak Monterey.
Samochód charakteryzował się masywną, kanciastą sylwetką nadwozia, wyraźnie zaznaczonymi błotnikami i zaakcentowanymi nadkolami. Pas przedni zdobiły podwójne, okrągłe reflektory, a także wąskimi, pionowo umiejscowionymi lampami. Przez panele boczne biegło chromowane przetłoczenie.

### Silnik
- L6 4.1l
- V8 4.9l
- V8 5.8l
- V8 6.4l
- V8 6.6l
- V8 7.0l

## Druga generacja

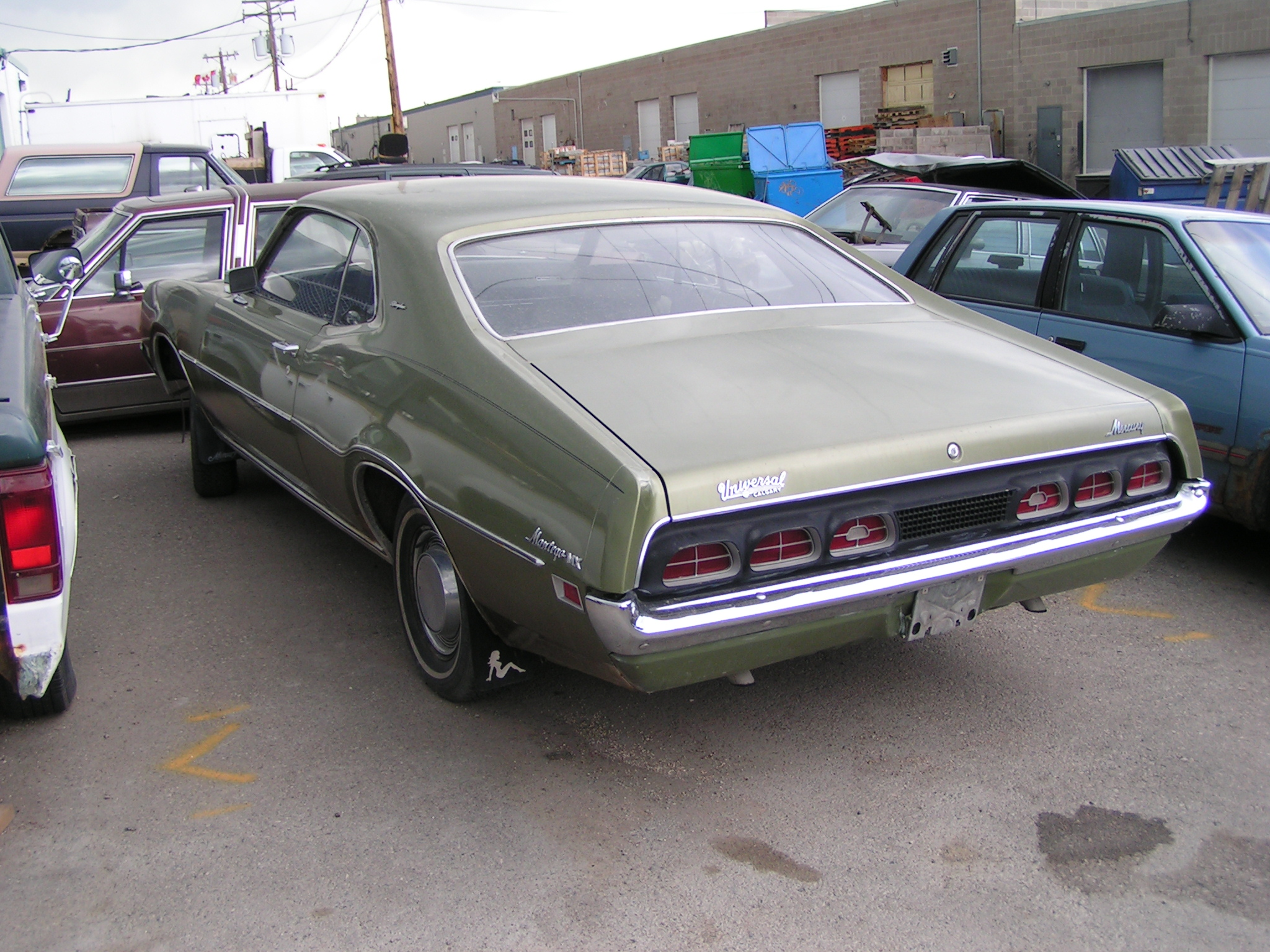
Mercury Montego II - tył

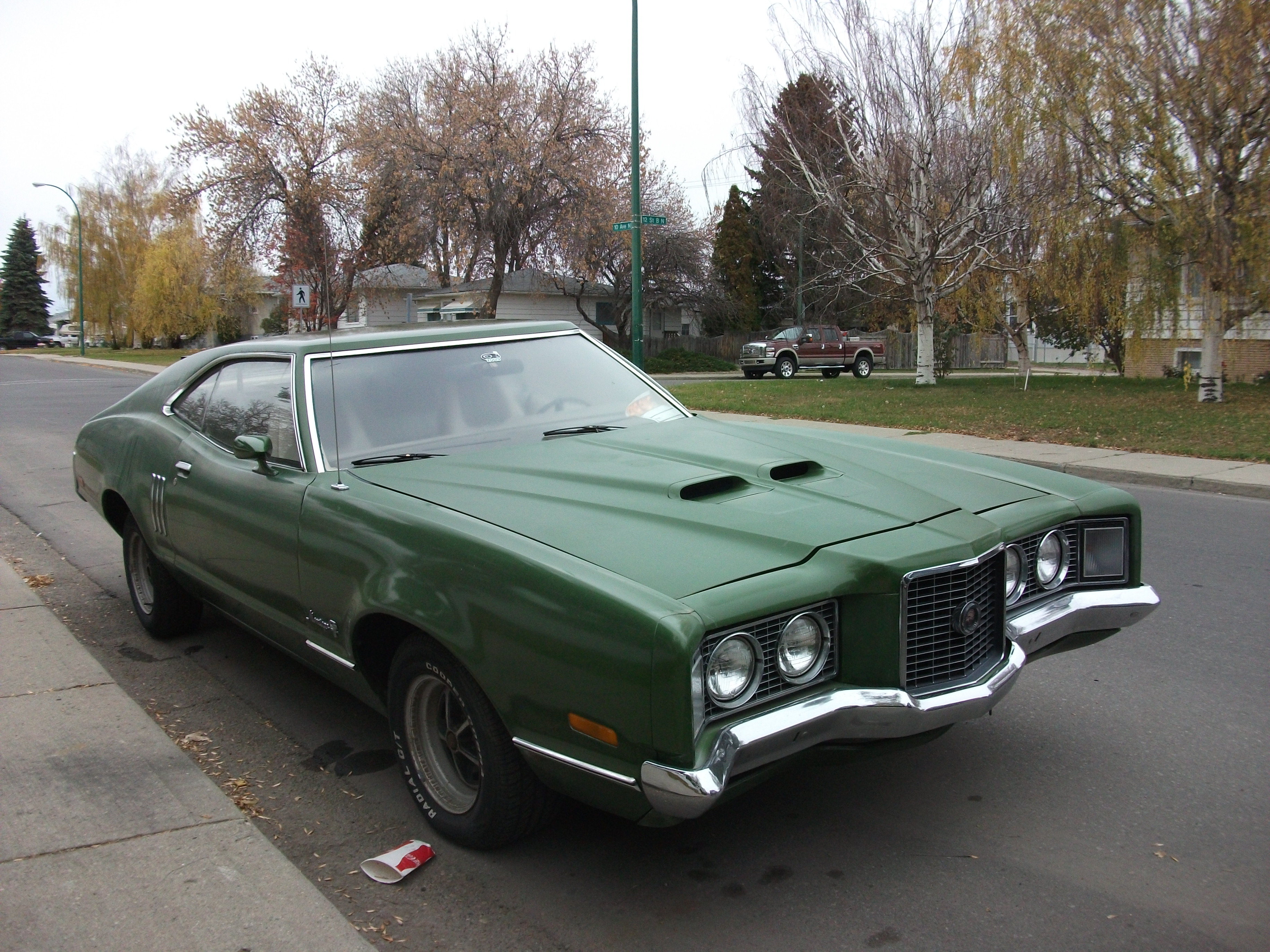
Mercury Montego GT

Mercury Montego II został zaprezentowany po raz pierwszy w 1971 roku.
Przedstawiona na początku lat 70. XX wieku druga generacja Montego stała się znacznie większym modelem opartym na nowej platformie koncernu Ford. Mercury wykorzystało technikę modeli Ford Elite i Ford Torino, nadając Montego masywną kanciastą sylwetkę z wąsko rozstawionymi, okrągłymi reflektorami.

### Montego GT
W 1972 roku na bazie drugiej generacji Mercury Montego zbudowano samochód sportowy o nazwie Mercury Montego GT, który charakteryzował się dwudrzwiowym nadwoziem typu coupe i innym wyglądem pasa przedniego, który wyróżniał się wąskim, szpiczastym zakończeniem zderzaka.

### Silnik
- L6 4.1l
- V8 4.9l
- V8 5.8l
- V8 6.4l
- V8 6.6l
- V8 7.5l